# تیانا لین
تیانا لین (انگلیسی: Tiana Lynn؛ زاده ۱ سپتامبر ۱۹۸۳) بازیگر پورنوگرافی پیشین اهل ایالات متحده آمریکا است که به خاطر توانایی‌اش در انزال مشهور است.

## حرفه
لین در حدود سال ۲۰۰۲ وارد صنعت فیلم بزرگسالان شد. کمی بعد او در صحنه‌ای با مارک اشلی به توانایی خود در انزال پی برد. در سال ۲۰۰۵ او بازیگر قراردادی و مدیر تولید شرکت الگانت آنجل شد. در ژانویه ۲۰۰۶ او از بازی در فیلم‌های پورن کنار کشید تا روی کارش به عنوان مدیر فروش دولتی برای این کمپانی تمرکز کند. آخرین حضور او در در یک ویدئو در انزال من را ببلع ۳ (به انگلیسی: Swallow My Squirt 3) بود.